# Otostephanos regalis
Otostephanos regalis är en hjuldjursart som beskrevs av Colin Milne 1916. Otostephanos regalis ingår i släktet Otostephanos och familjen Habrotrochidae. Inga underarter finns listade i Catalogue of Life.